# Catedral de San Sarkis (Teherán)

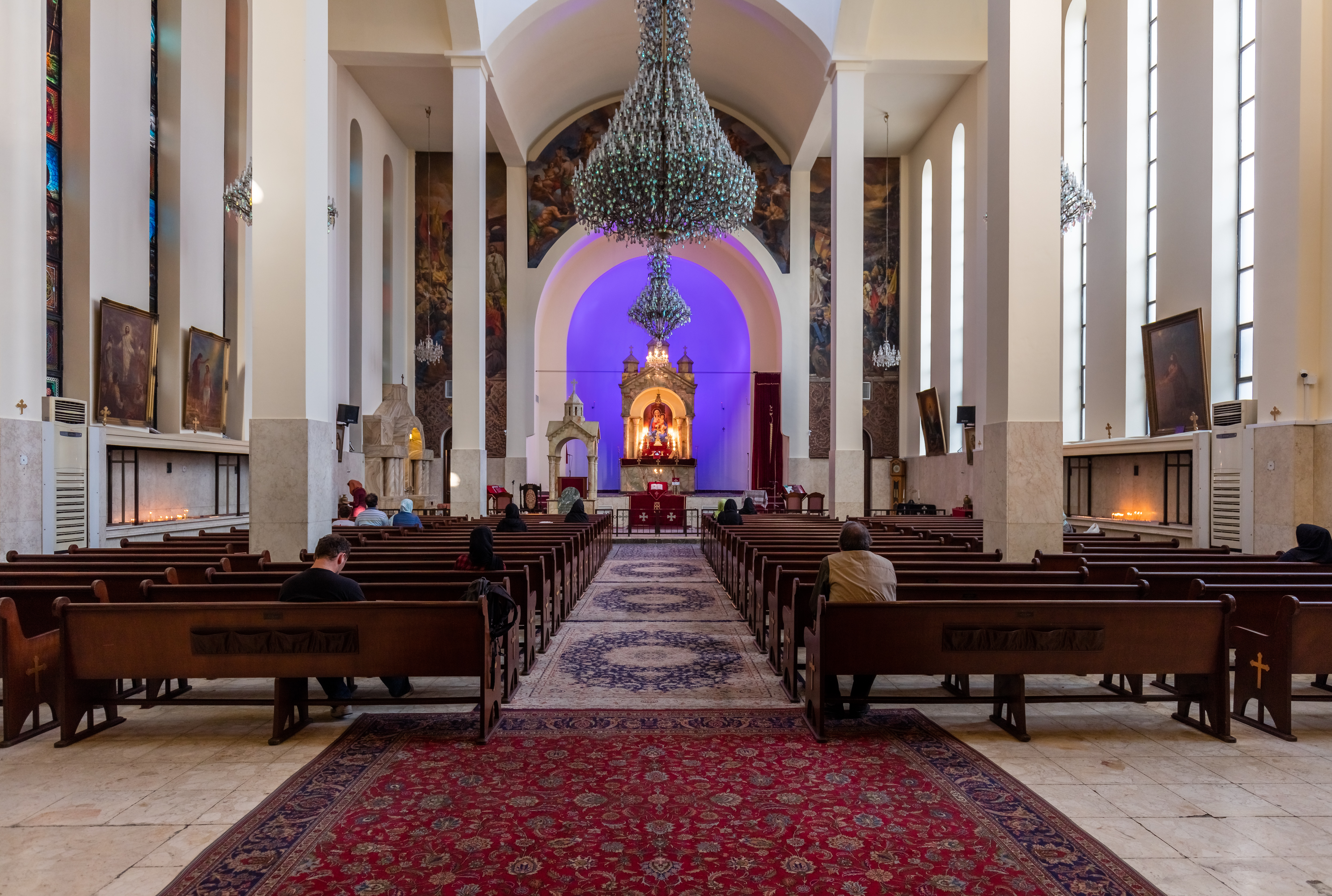
Interior del templo.

La Catedral de San Sarkis (en armenio: Սուրբ Սարգիս մայր տաճար; en persa: کلیسای سرکیس مقدس) es una iglesia apostólica armenia en Teherán, Irán. Sarkis es la versión armenia de "Sergio" 
La construcción de la Iglesia de San Sarkis en Teherán comenzó a partir de 1964 y se completó en 1970. La iglesia fue construida por los hermanos Sarkis en memoria de sus padres.
Al inicio de la prelatura de Teherán estaba situada en la conjunción de la iglesia de Santa Madre María Madre en el centro de Teherán. A principios de 1960 se decidió cambiar el lugar de las oficinas de la prelatura a una nueva ubicación.
Un comité compró los terrenos ubicados al final de la calle Villa (ahora llamada Neyatollahi). En 2006 el Sr. Hrair Hagopián renovó el área de bautismo y la iglesia en memoria de su esposa Vartuhí Davidián.